# Каци Тамара Анатоліївна

Тамара Каци

Каци Тамара Анатоліївна (11 листопада 1958, Приморське (нині Сартана) — 12 червня 1999) — виконавиця грецької пісні (румейським діалектом), солістка ансамблю «Сартанські самоцвіти». Лауреат республіканських, всесоюзних, міжнародних фестивалів народної творчості, що проходили в Україні, Росії, Греції та на Кіпрі.
Тамара Каци була першою виконавицею Гімну греків України «ΕΜΠΡΟΣ!» (Вперед!) Доната Патричі.

## Біографія
Тамара Каци народилася в сім'ї службовців. З 1978 по 1982 роки працювала секретарем комсомольської організації ПТУ № 1 у рідному Приморському. У 1983 році заочно закінчила Донецьке культурно-просвеітницьке училище за фахом хормейстер З 1978 року — у грецькому народному самодіяльному ансамблі пісні і танцю «Сартанські самоцвіти».
З 1993 року працювала в Москві, де зробила запис сімнадцяти фонограм грецьких пісень, видала дві магнітоальбоми та відеокліпи, зняті у Греції та Росії, була музичним редактором і співачкою в першу відеофільмі про греків колишнього СРСР — «Сторінки історії греків Причорномор'я» (кінорежисером Х. Триандафілу). Тамара була музичним редактором відеофільму, присвяченого видатному диригентові Большого театру — грека Одіссею Дімітріаді.
Тамара Каци була одним з ініціаторів створення грецького національно-культурного клубу «Елліни Приазов'я» (1993 рік), де очолювала секцію культури. Активно брала участь у створенні Федерації грецьких товариств України, в якій керувала відділом культури.
1998 року Центр розвитку і вивчення культури країн Причорномор'я під керівництвом Хріси Арапоглу видав диск з дев'ятьма піснями у виконанні співачки (румейським діалектом). 12 червня 1999 року дорогою до Маріуполя Тамара Каци загинула в автокатастрофі. Похована у Сартані.
На знак вшанування пам'яті співачки раз на два роки у місті Маріуполь проводиться нині вже міжнародний фестиваль грецької пісні імені Тамари Каци.

## Фестивалі
- Всесоюзна творча майстерня фольклорного мистецтва, Москва, 1987 рік (дипломант).
- Другий Міжнародний фестиваль фольклору, Київ, 1990 рік (дипломант).
- Перший Всесоюзний фестиваль культури і мистецтв радянських греків, Москва, 1990 рік.
- Всесвітній фестиваль греків зарубіжжя, Одеон Ірода Аттика, Афіни, 1997 рік, (переможець).
- Програма «Дні грецької культури в Україні», 1998 рік.
- Фестиваль «Евксінос Салоніки» («Гостинний Салоніки»), Салоніки, 1999 рік.